# Potterij Rembrandt

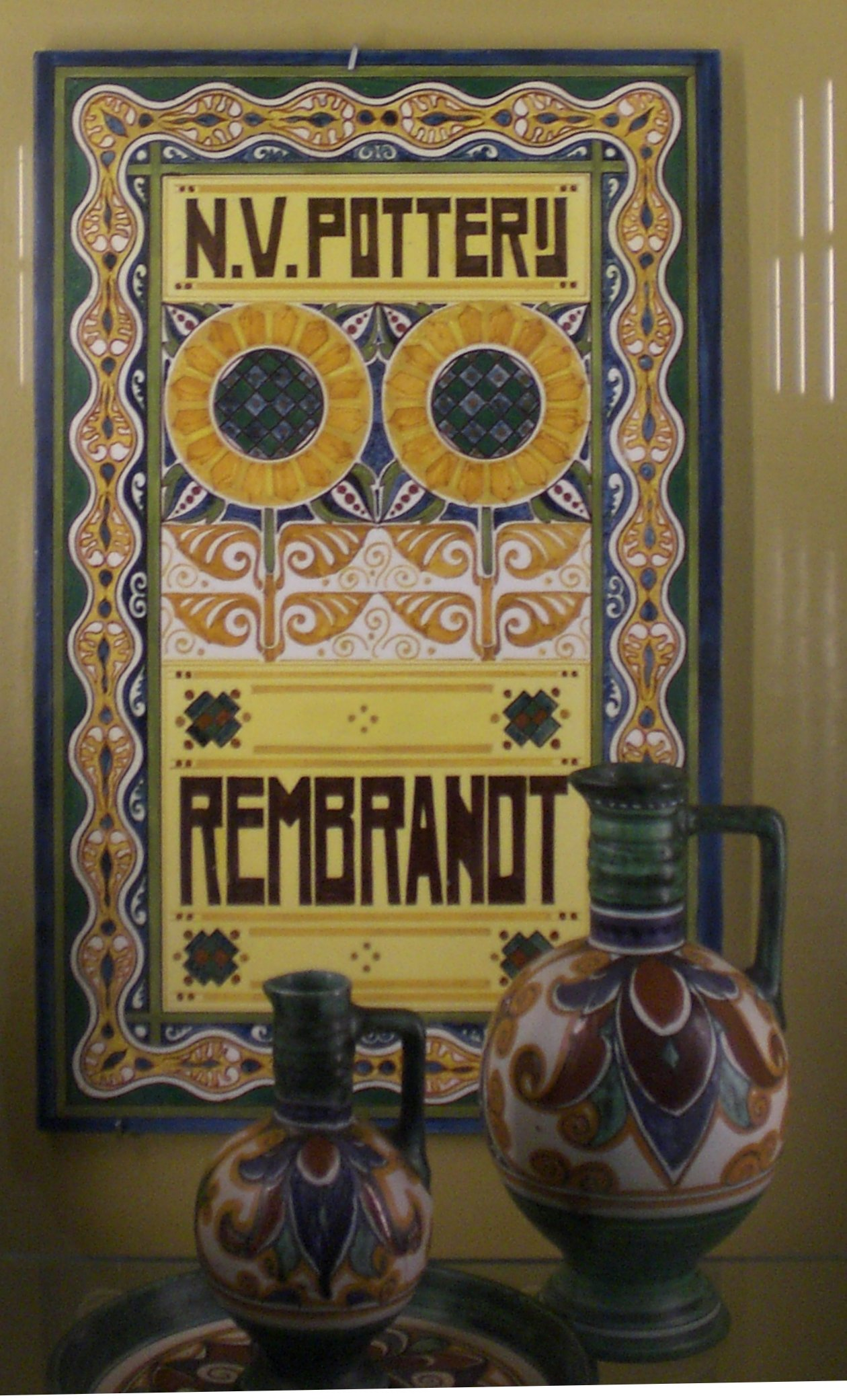
Uitstalling in Museum Het Valkhof

Potterij Rembrandt was een aardewerkfabriek, in 1907 gesticht door Pieter Cornelis Köhler in Utrecht. Aanleiding was het Rembrandtjaar 1906. De potterij heeft nooit afbeeldingen naar Rembrandt op haar aardewerk gebruikt.
Köhler had daar geen succes, en verhuisde in juni 1908 naar Nijmegen, waar hij samen ging werken met J.J.H. Oor. In 1913 verliet Köhler de samenwerking. Deze fabriek ging in 1917 failliet.
In 1920 richtte hij weer een 'Rembrandtfabriek' op. Deze fabriek werd overgenomen door Plateelbakkerij Zuid-Holland in 1955. De potterij maakte onder andere herdenkingsborden. Museum Het Valkhof heeft een collectie aardewerk van Potterij Rembrandt.

## Zie ook

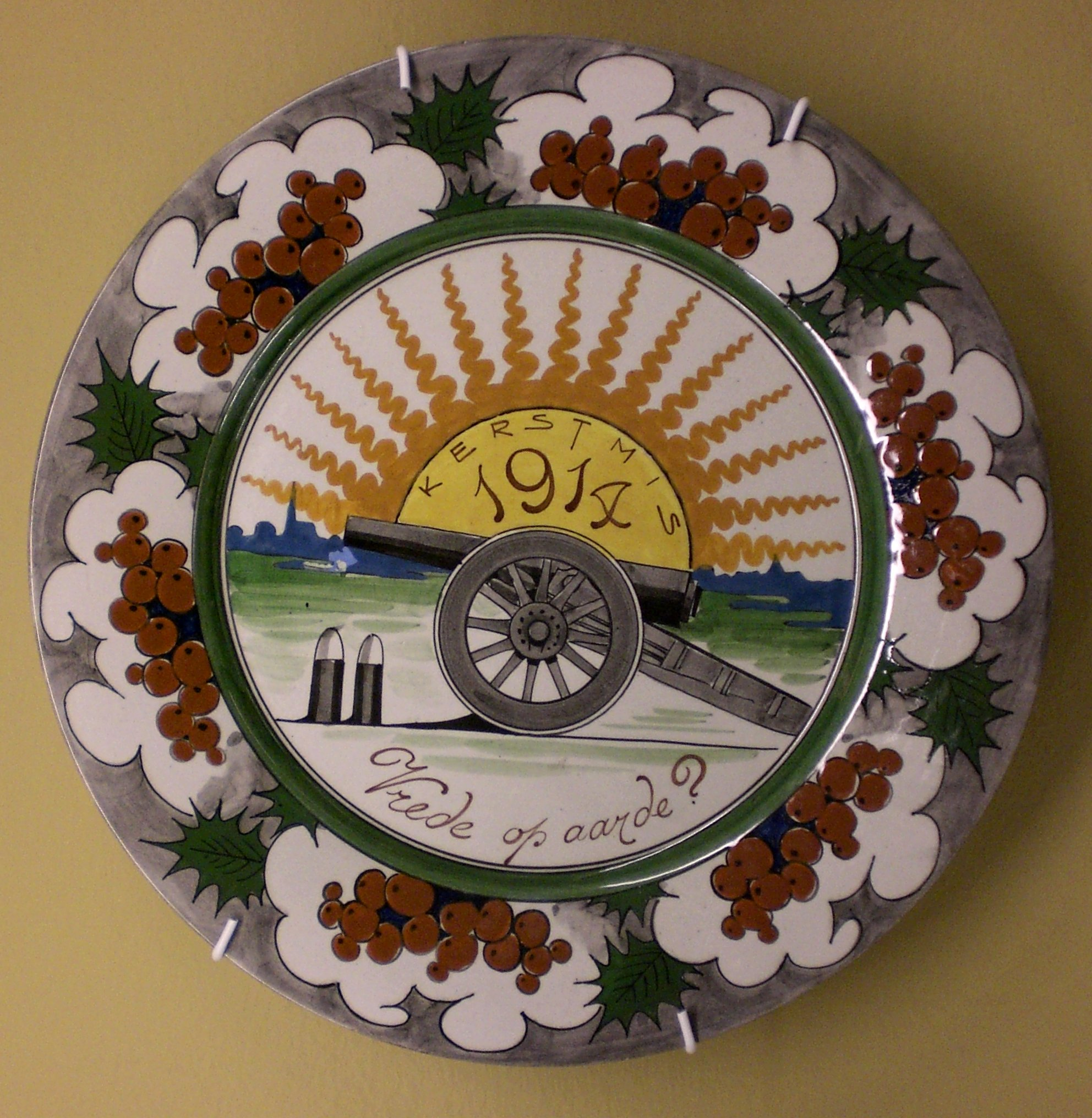
Herdenkingsbord Vrede op Aarde, kerstmis 1914, bij het begin van de Eerste Wereldoorlog